# Georges Hostelet
Georges Hostelet (* 1. April 1875 in Chimay, Belgien; † 4. November 1960) war ein belgischer Chemieingenieur, Statistiker, Sozialwissenschaftler und Philosoph.

## Leben

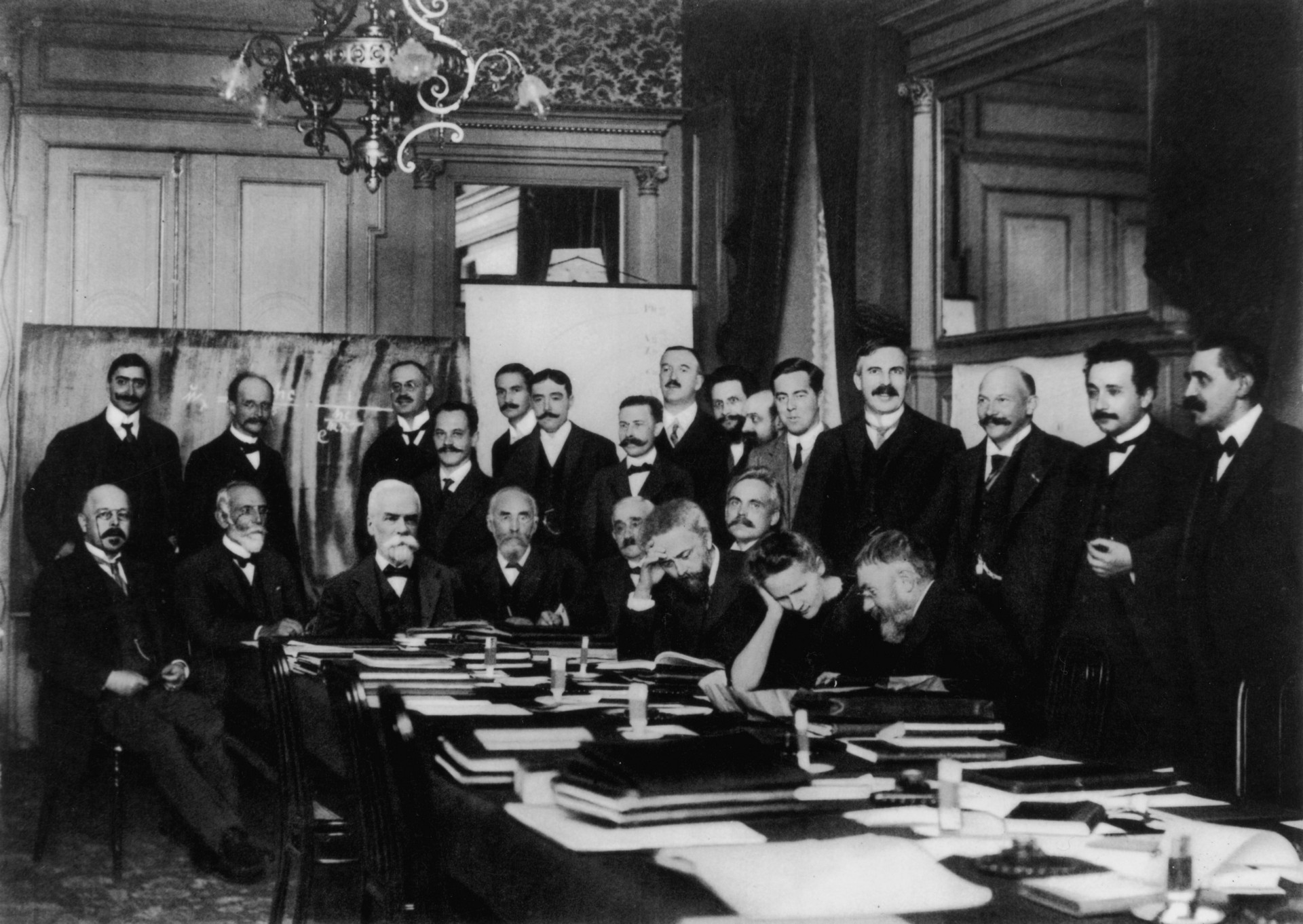
Hostelet, stehend, 7. von rechts, Solvay-Konferenz 1911

Hostelet studierte Ingenieurwesen an der Königlich belgischen Militärschule und wurde 1905 in Physik und Chemie an der Universität Lüttich promoviert. Im selben Jahr schrieb er ein Buch über Elektrochemie und begann als Industriechemiker zu arbeiten. Dabei kam er auch mit Ernest Solvay in Kontakt.
Im Oktober 1915 wurde er im Fluchthilfe-Prozess gegen Edith Cavell von einem deutschen Gericht zu fünf Jahren Zuchthaus verurteilt, kehrte aber 1917 nach Belgien zurück.
1925 war er am Aufbau der Sozialwissenschaften an der Universität Kairo im Rahmen einer belgisch-französischen Delegation beteiligt. 1932 wurde er Mitglied des Institut International Statistique de La Haye. Er organisierte in den 1930er Jahren wissenschaftsphilosophische Konferenzen für die französische philosophische Gesellschaft. Daraus entstanden Bücher über Statistik und Wissenschaftsphilosophie, und aufgrund seiner Lehrtätigkeit an der Kolonialuniversität in Antwerpen (bis 1947) entstand ein Buch über die Kolonialisierung des Kongo.
Er nahm an mehreren Solvay-Konferenzen teil, auch an der ersten 1911.

## Weblink
- Webseite zur Geschichte der Solvay-Konferenzen

| Personendaten    | Personendaten                                                                |
| ---------------- | ---------------------------------------------------------------------------- |
| NAME             | Hostelet, Georges                                                            |
| KURZBESCHREIBUNG | belgischer Chemieingenieur, Statistiker, Sozialwissenschaftler und Philosoph |
| GEBURTSDATUM     | 1. April 1875                                                                |
| GEBURTSORT       | Chimay, Belgien                                                              |
| STERBEDATUM      | 4. November 1960                                                             |